# 니콜라오스 모라키스
니콜라오스 모라키스(그리스어: Νικόλαος Μοράκης, 어떤 자료에서는 도라키스(그리스어: Δοράκης)는 그리스의 사격 선수이다. 그는 아테네에서 열린 1896년 하계 올림픽에 참가했다.
모라키스는 군사권총 종목에서 205점을 기록해서 미국의 존 페인과 섬너 페인 형제에 이어서 3위를 차지했다.